# Comté de Reno
Le comté de Reno est l’un des 105 comtés de l’État du Kansas, aux États-Unis. Fondé le 26 février 1867, il a été nommé en hommage au général Jesse Lee Reno, mort à la bataille de South Mountain en 1862.
Siège et plus grande ville : Hutchinson.

## Géolocalisation
|                   | Comté de Rice    | Comté de McPherson |
| Comté de Stafford | Comté de Reno    | Comté de Harvey    |
| Comté de Pratt    | Comté de Kingman | Comté de Sedgwick  |